# 番子埔
番子埔，原寫為番仔埔，是臺灣彰化縣埤頭鄉的一個傳統地域名稱，位於該鄉東部。相較於今日行政區，其範圍大致包括元埔村不含東南端、和豐村東南部凸出部分不含東南端，以及北斗鎮的中寮里西南部一小部分。

## 歷史
台灣清治末期至日治初期，番子埔地區為一街庄，稱為「番仔埔庄」，隸屬於東螺西堡。該庄北與埤頭庄為鄰，東北與北勢藔庄為鄰，東南邊及南邊為溪洲庄，西邊為牛稠仔庄。。
1901年（日治明治三十四年）11月，全台廢縣廳改設二十廳，該庄隸屬於彰化廳。1903年（明治三十六年）6月，該庄編入「小埔心區」，隸屬於彰化廳。1909年（明治四十二年）10月，合併二十廳為十二廳，小埔心區改隸屬於臺中廳。1920年（大正九年），廢廳、支廳、區、街庄（舊制）改設州、郡、街庄（新制）、大字，該庄改制並雅化為「番子埔」大字，隸屬於臺中州北斗郡埤頭庄。
戰後埤頭庄改制為埤頭鄉，隸屬於臺中縣，大字亦改制為村。1950年10月，中、彰、投分治，埤頭鄉改隸屬彰化縣。

## 聚落
本地區發展較早的聚落為番仔埔、社尾，在日治期初期的官方地圖上已有記載。

## 交通
國道1號又稱「中山高速公路」，是貫穿台灣西部的兩條縱向高速公路之一，大致以北北東—南南西走向蜿蜒經過番子埔中部偏西地帶。境內設有北斗交流道，可與北側的縣道150號以引道相連，並與南側的鄉道彰183線、縣道152號、省道台1線以溪州連絡道相連。由此可快速前往國道1號沿線各地。
縣道150號（斗苑東路）是芳苑至南投的道路，大致以西北—東南走向經過本地區東北部邊界外不遠處。由該道路向西北經國道1號北斗交流道兩側引道路口轉西北西可前往埤頭市區、二林、芳苑並止於省道台17線舊線路口，向東南轉東可前往北斗、田中、名間西北部、南投並止於省道台3線、台14乙線路口。
鄉道彰181線（新生路南側延伸道路）是六號至番子埔的道路，其南側端點位於本地區中部偏東南的鄉道182線路口。由此向北北西經國道1號北斗交流道東北側引道涵洞後，至本地區北部邊界地帶轉西北西再轉東北微北出境，可前往埤頭東南端六號聚落南側並止於縣道150號路口。
鄉道彰182線（文化路）是芙朝口至七星的道路，大致以西南—東北走向由本地區西部邊界地帶南側的社尾聚落西南側入境後，立即轉東北東，出聚落後轉東經國道1號及其兩側溪州連絡道之涵洞後轉東南東，經明道大學、鄉道彰181線終點路口後續行以至出境。由該道路向西南立即轉西微北可前往牛稠子（芙朝）並止於鄉道彰185線路口，向東南東可前往舊眉溪州東北端、溪州與舊眉交界地帶、舊眉北端、北勢寮東南端、西北斗中部偏南並止於鄉道彰101線路口。
鄉道彰187線（芙朝路）是埤頭村至芙朝的道路，大致以北向南蜿蜒經過本地區西北部凸出部分的西側邊界地帶。由該道路向北可前往埤頭南部並止於縣道150號路口，向南可前往牛稠子（芙朝）並止於鄉道彰183線路口。

## 學校
- 明道大學（北大半部）